# Vyšný Kručov
Vyšný Kručov – wieś (obec) na Słowacji, w kraju preszowskim, w powiecie Bardejów. Pierwsze wzmianki o miejscowości pochodzą z roku 1391.
Według danych z dnia 31 grudnia 2016 wieś zamieszkiwało 146 osób, w tym 73 kobiety i 73 mężczyzn.
W 2001 roku względem narodowości i przynależności etnicznej całość populacji stanowili Słowacy. Dominującym wyznaniem był protestantyzm, który wyznawało 56,21% populacji, 43,14% zaś to katolicy.